# پیر بویویا
پیر بویویا (انگلیسی: Pierre Buyoya؛ زادهٔ ۲۴ نوامبر ۱۹۴۹ – درگذشتهٔ ۱۷ دسامبر ۲۰۲۰) یک سیاست‌مدار اهل بوروندی بود.
پیر بویویا در ۱۷ دسامبر ۲۰۲۰، بر اثر ابتلا به بیماری کروناویروس ۲۰۱۹ در سن ۷۱ سالگی درگذشت.